# Susan Seaforth Hayes
Susan Seaforth (Oakland (Californië), 11 juli 1943) is een Amerikaanse actrice.
Susan is de dochter van actrice Elizabeth Harrower. Sinds 1974 is ze met acteur Bill Hayes getrouwd en gebruikt ze zijn naam naast de hare.
Van 1968 tot 1984 en van 1990 tot 1993 speelde ze de rol van Julie Olson Williams in Days of our Lives, van 1994 tot 1996 maakte ze nog enkele gastoptredens in de soap. Ze is zowel in de serie als in het echte leven met dezelfde man getrouwd. In 1999 werden Doug & Julie teruggehaald naar de show en ze spelen nog steeds mee, al maken ze nog steeds reizen en zijn ze niet meer zo prominent aanwezig als vroeger.
Ze speelde ook een tijdje de rol van Joanna Manning, de moeder van Lauren Fenmore in The Young and the Restless. In 1987 werd ze gevraagd voor de rol van Stephanie Forrester in The Bold and the Beautiful, maar ze wees het aanbod af. In 1999 speelde ze onderzoeksrechter Patricia Steele in de laatste maanden van de soap Sunset Beach.

## Prijzen
| Jaar | Prijs              | Categorie                                  | Titel             | Resultaat   |
| ---- | ------------------ | ------------------------------------------ | ----------------- | ----------- |
| 1975 | Daytime Emmy Award | Beste actrice in een dramaserie            | Days of Our Lives | Genomineerd |
| 1976 | Daytime Emmy Award | Beste actrice in een dramaserie            | Days of Our Lives | Genomineerd |
| 1976 | Daytime Emmy Award | Beste actrice in een dramaserie            | Days of Our Lives | Genomineerd |
| 1978 | Daytime Emmy Award | Beste actrice in een dramaserie            | Days of Our Lives | Genomineerd |
| 1979 | Soapy Award        | Beste actrice in een dramaserie            | Days of Our Lives | Gewonnen    |
| 2018 | Daytime Emmy Award | Beste vrouwelijke bijrol in een dramaserie | Days of Our Lives | Genomineerd |
| 2018 | Daytime Emmy Award | Lifetime Achievement Award                 | Days of Our Lives | Gewonnen    |
| 2020 | Daytime Emmy Award | Beste vrouwelijke bijrol in een dramaserie | Days of Our Lives | Genomineerd |

- International Standard Name Identifier: 0000 0000 4040 5935
- Library of Congress Control Number: n2005022899
- Virtual International Authority File: 24004566
- WorldCat: E39PBJjhC8D6MtFJjvgRtgMQMP